# Етнички сукоб
Етнички сукоб је сукоб двеју или више супротстављених етничких група. Може се заснивати на политичким, друштвеним, економским или религиозним изворима/разлозима. Појединци у сукобу морају се изричито борити за положај своје етничке групе у друштву. Поменути критеријум разликује етнички од других облика сукоба.
Академска објашњења етничког сукоба углавном спадају у три школе мисли: примордијалистичка, инструменталистичка или конструктивистичка. Неколико политичких научника расправљало је о објашњењима етничких сукоба. Интелектуална дебата се усредсредила и на то да ли су етнички сукоби постали распрострањенији од краја Хладног рата и на осмишљавање начина управљања сукобима путем инструмената као што су консоцијационализам и федерализација.
Неки од примера етничких сукоба су: Рат у Босни и Херцеговини, Побуна на Северном Кавказу, Нагорно-карабашки сукоб и Геноцид у Руанди.

## Теорије узрока
Тврди се да је већа вероватноћа да ће се побуњенички покрети организовати око етничке припадности јер су етничке групе склоније да буду оштећене, способније да се мобилишу и већа је вероватноћа да ће се суочити са тешким изазовима преговарања у поређењу са другим групама. Политолози и социолози расправљају о узроцима етничких сукоба.

### Примордијалистичке процене
Заговорници примордијалистичких извештаја тврде да „етничке групе и националности постоје зато што постоје традиције веровања и деловања према примордијалним објектима као што су биолошке карактеристике и посебно територијална локација“. Примордијалистички прикази се ослањају на чврсте сродничке везе међу припадницима етничких група. Доналд Л. Хоровиц тврди да ово сродство „омогућава етничким групама да размишљају у смислу породичних сличности“.
Клифорд Џејмс Герц, оснивач примордијализма, тврди да свака особа има природну везу са перципираним сродником. Временом и кроз поновљене сукобе, суштинске везе са нечијим етничким пореклом ће се спојити и ометаће везе са цивилним друштвом. Етничке групе ће стога увек угрожавати опстанак цивилних влада, али не и постојање нација које формира једна етничка група. Дакле, када се посматра кроз примордијално сочиво, етнички сукоб у мултиетничком друштву је неизбежан.
Један број политиколога тврди да основни узроци етничких сукоба не укључују етничку припадност пер се, већ пре институционалне, политичке и економске факторе. Ови научници тврде да је концепт етничког рата погрешан, јер доводи до есенцијалистичког закључка да су одређене групе осуђене да се боре једна против друге док су у ствари ратови међу њима који се дешавају често резултат политичких одлука.
Штавише, примордијални извештаји не објашњавају просторне и временске варијације у етничком насиљу. Ако те „древне мржње“ увек тињају испод површине и налазе се на челу свести људи, онда би етничке групе требало стално да буду заробљене у насиљу. Међутим, етничко насиље се јавља у спорадичним испадима. На пример, Варшни истиче да иако се Југославија распала због етничког насиља 1990-их, уживала је дуг мир деценијама пре распада СССР-а. Стога, неки научници тврде да је мало вероватно да су исконске етничке разлике саме изазвале избијање насиља 1990-их.
Примордијалисти су преформулисали хипотезу о „древним мржњама“ и више су се фокусирали на улогу људске природе. Петерсен тврди да постојање мржње и непријатељства не мора бити укорењено у историји да би оно играло улогу у обликовању људског понашања и деловања: „Ако „древна мржња“ значи мржњу која прождире свакодневне мисли велике масе људи, онда аргумент „древне мржње” заслужује да се одмах одбаци. Међутим, ако је мржња замишљена као историјски формирана „шема” која води акцију у неким ситуацијама, онда ту концепцију треба схватити озбиљније."

### Инструменталистичка гледишта
Ентони Смит примећује да је инструменталистички приказ „дошао до изражаја 1960-их и 1970-их у Сједињеним Државама, у дебати о (белој) етничкој истрајности у ономе што је требало да буде делотворан лонац за топљење“. Ова нова теорија је тражила да се упорност објасни као резултат акција вођа заједнице, „који су своје културне групе користили као места масовне мобилизације и као бирачке јединице у свом надметању за моћ и ресурсе, јер су сматрали да су ефикасније од друштвених класа“. У овом приказу етничке идентификације, етничка припадност и раса се посматрају као инструментална средства за постизање одређених циљева.
Да ли је етничка припадност фиксна перцепција или не, није пресудно у инструменталистичким извештајима. Штавише, научници ове школе генерално се не противе ставу да етничке разлике играју улогу у многим сукобима. Они једноставно тврде да етничке разлике нису довољне да објасне сукобе.
Масовна мобилизација етничких група може бити успешна само ако постоје латентне етничке разлике које треба искористити, иначе политичари не би ни покушавали да упућују политичке апеле засноване на етничкој припадности, већ би се уместо тога фокусирали на економске или идеолошке апеле. Из ових разлога, тешко је потпуно одбацити улогу инхерентних етничких разлика. Поред тога, етнички предузетници, или елите, могу бити у искушењу да мобилишу етничке групе како би добили њихову политичку подршку у демократизацији држава. Теоретичари инструменталиста посебно истичу ово тумачење у етничким државама у којима се једна етничка група промовише на рачун других етничких група.
Штавише, етничка масовна мобилизација ће вероватно бити оптерећена проблемима колективног деловања, посебно ако је вероватно да ће етнички протести довести до насиља. Научници инструменталиста су покушали да одговоре на ове недостатке. На пример, Расел Хардин тврди да се етничка мобилизација суочава са проблемима координације, а не колективне акције. Он истиче да харизматични лидер делује као жариште око кога се удружују припадници етничке групе. Постојање таквог актера помаже да се разјасне уверења о понашању других унутар етничке групе.

### Конструктивистичка становишта
Трећи, конструктивистички, скуп извештаја наглашава важност друштвено конструисане природе етничких група, ослањајући се на концепт замишљене заједнице Бенедикта Андерсона. Заговорници овог извештаја наводе Руанду као пример јер је разлику Туци/Хуту кодификовала Белгијска колонијална сила током 1930-их на основу власништва стоке, физичких мерења и црквених записа. По овом основу су издате личне карте и та документа су одиграла кључну улогу у геноциду 1994. године.
Неки тврде да конструктивистички наративи о историјским главним расцепима нису у стању да објасне локалне и регионалне варијације у етничком насиљу. На пример, Варшни наглашава да је 1960-их „расно насиље у САД било јако концентрисано у северним градовима; јужни градови, иако интензивно политички ангажовани, нису имали нереде“. Конструктивистички главни наратив је често варијабла на нивоу земље, док се студије о учесталости етничког насиља често раде на регионалном и локалном нивоу.
Проучаваоци етничких сукоба и грађанских ратова увели су теорије које црпе увид из све три традиционалне школе мишљења. У Географији етничког насиља, Моника Дафи Тофт показује како обрасци насељавања етничких група, друштвено конструисани идентитети, харизматични лидери, недељивост питања и забринутост државе око постављања преседана могу да наведу рационалне актере да ескалирају спор до насиља, чак и када је очигледно да ће такве акције нанети штету сукобљене групе. Таква истраживања се баве емпиријским загонеткама које је тешко објаснити користећи само примордијалистичке, инструменталистичке или конструктивистичке приступе. Као што Варшни примећује, „чисти есенцијалисти и чисти инструменталисти више не постоје“.

## Студија у свету после хладног рата
Крај Хладног рата је изазвао интересовање за два важна питања о етничком сукобу: да ли је етнички сукоб у порасту и да ли би проучаваоци насиља великих размера (студије безбедности, стратешке студије, међудржавна политика) могли да помогну налажењу разрешења, с обзиром на то да су неки етнички сукоби ескалирали у озбиљно насиље.
Једно од питања у контексту етничких сукоба о којима се највише расправља јесте да ли су они постали мање или више распрострањени у периоду након хладног рата. Иако је пад у стопи нових етничких сукоба био евидентан крајем 1990-их, етнички сукоб и данас остаје најчешћи облик оружаног сукоба унутар државе. На крају Хладног рата, академици, укључујући Семјуела П. Хантингтона и Роберта Д. Каплана, предвидели су пролиферацију сукоба подстакнутих цивилизацијским сукобима, трибализмом, недостатком ресурса и пренасељеношћу.
Насилни етнички сукоби у Нигерији, Малију, Судану и другим земљама у региону Сахела су погоршани сушама, несташицом хране, деградацијом земљишта и популационим растом.
Међутим, неки теоретичари тврде да то не представља пораст учесталости етничких сукоба, јер су се многи прокси ратови водили током Хладног рата, пошто су етнички сукоби заправо били жаришта Хладног рата. Истраживања показују да су пад комунизма и повећање броја капиталистичких држава били праћени опадањем укупног ратовања, међудржавних ратова, етничких ратова, револуционарних ратова и броја избеглица и расељених лица. Заиста, неки научници постављају питање да ли је концепт етничког сукоба уопште користан. Други су покушали да тестирају тезу о „сукобу цивилизација“, сматрајући да је тешко операционализовати и да се интензитет цивилизацијских сукоба није повећао у односу на друге етничке сукобе од краја Хладног рата.
Кључно питање са којим се суочавају научници који покушавају да прилагоде своје теорије о међудржавном насиљу да би објаснили или предвидели етничко насиље великих размера, јесте да ли се етничке групе могу сматрати „рационалним“ актерима.